# Emil Lask
Emil Lask, född 25 september 1875 i Wadowitz, Galizien, död 26 maj 1915 i Turza Mała, Galizien, var en tysk filosof.
Lask anslöt sig till den Windelband-Rickertska skolan, vars läror han dock självständigt utformade i idealistisk-metafysisk riktning. Hans undersökningar i kunskapsteori och logik är särskilt värdefulla. Lasks samlade skrifter, bland vilka märks Fichtes Idealismus und die Geschichte, Die Lehre vom Urteil och Die Logik der Philosophie utkom i tre band 1923–1924.